# 진주 유수리 백악기 화석 산지

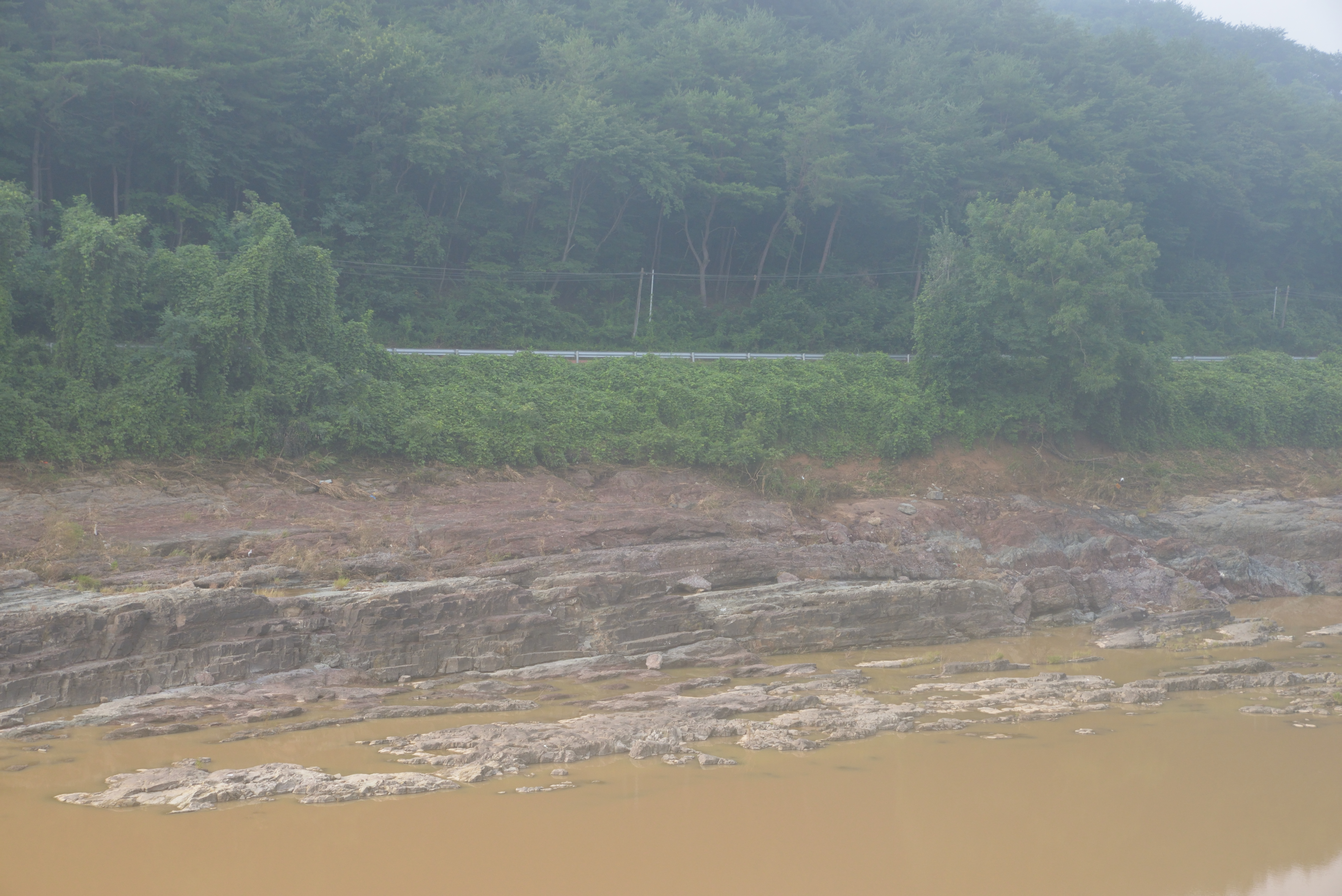
진주 유수리 백악기 화석 산지의 경상 누층군 하산동층

진주 유수리 백악기화석 산지(晋州 柳樹里 白堊紀化石 産地)는 대한민국 진주 남강의 한 물줄기인 가화천 강바닥 경상 누층군 하산동층에서 발견된 화석 산지이다. 1997년 12월 30일 대한민국의 천연기념물 제390호로 지정되었다.

## 개요
진주 유수리의 백악기 고환경과 공룡화석산지는 진주 남강의 한 물줄기인 가화천 강바닥의 경상 누층군 하산동층에서 발굴되었다. 약 1억년 전 물과 바람 등에 의해 돌이 쌓이면서 넓이 150 m, 길이 2 km에 걸쳐 하산동층에 드러난 화석산지에서는 지골화석과 발가락 뼈, 좌골화석 등 100여 점에 달하는 공룡뼈가 발견되었다. 또한 오래된 토양층이나 나무그루터기 화석, 화석 숯, 각종 과거 생물의 생활흔적화석 등 다양한 화석들도 발견되었다. 진주 유수리의 백악기 고환경과 공룡화석산지는 우리나라에서 가장 많은 공룡뼈 화석조각이 발견된 곳으로 공룡의 서식환경과 화석화 과정 연구에 있어 귀중한 자료이다.

### 하산동층
하산동층(Hasandong Formation)은 대구광역시 달성군 하빈면 하산리를 표식지로 하여 경상북도 의성군에서 전라남도 여수시까지 측방으로 200 km 연장되는 경상 누층군 신동층군의 지층이다.
사천 지질도폭(1969)에 의하면 진주시 내동면 내평리와 유수리 등지에 북북동 방향으로 분포하며 상, 중, 하로 구분된다. 하부 녹회색 셰일대는 중립 내지 세립질 사암과 호층을 이루고 자색 및 사질 셰일이 협재된다. 중부 사암대는 세립 내지 중립질 사암층에 간간히 자색, 회색, 녹회색 셰일이 협재된다. 상부 자색 셰일대는 주로 자색 셰일에 중립질 사암이 협재된다. 지층의 주향은 북동 30°, 경사는 남동 10°, 두께는 500 m이다.
진주시 유수리에 분포하는 하산동층의 상부는 범람원 상에 발달된 호성 퇴적층이다. 이 지층은 두께 4.6 m, 횡연장 400 m 의 암회색층으로 하도퇴적층을 기저로 하여 하부로부터 셰일과 세립사암 내지 실트스톤의 교호층, 셰일과 석회질 이암의 교호층, 얇은 셰일을 협재하는 세립사암층 순서로 구성되며 상한은 암회색층의 협재 없이 녹회색 사암과 녹회색 또는 자색 셰일의 호층이 시작되는 부분이다. 이 퇴적층에는 탄화된 나무 그루터기와 나뭇가지, 나무껍질 등이 발견되고 셰일층 내에는 Trigonioides와 Nagdongia 등의 이매패류 화석이 발견되며 자라의 등갑편도 발견된다. 이 퇴적층의 발달 특성은 하산동층 퇴적 당시 짧은 기간의 기후 변동이 일어났음을 지시한다. 이 일대에는 방해석으로 채워진 건열(desiccation crack)과 고토양(Palaeosol)도 발달한다. 이 지역에서 나타나는 건열의 특성은 습윤과 건조가 반복되는 계절성 기후를 지시한다.

## 찾아가는 길
진시 내동면 유수리 내축로(지방도 제1049호선) 도로변에 진주 유수리 백악기 하성퇴적층을 관찰할 수 있는 소규모의 관람전망대가 있다. 이곳에는 안내 표지판이 설치되어 있다.
- 지번: 진주시 내동면 유수리 산 58-2 (관람전망대) 유수리 624-1~589-2 (화석산지)
- 도로명주소: 진주시 내동면 내축로 599~진주시 내동면 유수길 66

## 발견 경위
경북대학교 지구과학교육과의 고생물화석산지 답사팀에 참여한 尹哲洙씨(34.日本 東京대학 지질학과 연구생)는 "지난 17일 慶南 진주시 나동면 유수리 가화천 상류 하천바닥에서 알로사우루스科에 속하는 육식공룡의 이빨화석을 발견했다"고 19일 발표했다.
尹씨는 "이 화석은 가로 35.9mm, 세로 20.4mm, 두께 8.7mm로 지금껏 한반도에서 파편형태로 발견된 10여개의 공룡이빨 화석과는 달리 구체적으로 모양을 갖추었고 크기도 가장 크다"고 밝혔다.
그는 " 이 화석은 알로사우루스科에 속한 공룡이빨로는 한반도에서 처음 발견됐으며 지난 92년에는 이번 발견장소 부근에서 공룡의 발자국과 배설물이 발견되었다"고 밝히고 " 동부아시아에서는 일본에 이어 두번째로 알로사우루스科 공룡의 이빨이 발견된 것"이라고 주장했다.

## 같이 보기
- 진주시의 지질
- 경상 누층군 하산동층
- 가화천
- 알로사우루스

## 참고 자료
- 진주 유수리 백악기 화석 산지 - 국가유산청 국가유산포털